# Дуклянський деканат
Дуклянський деканат — колишня структурна одиниця Перемишльської єпархії греко-католицької церкви з центром в м. Дукля. Очолював деканат декан. У 1934 році деканат був включений до Апостольської адміністрації Лемківщини.

## Територія
Описи деканату (матеріали візитацій) починаючи з 1765 року наявні в Перемишльському архіві.
В 1936 році в Дуклянському деканаті було 17 парафій:
1. Парафія с. Воля Цеклинська з приходом у с. Фолюш, с. Цеклин, м. Ясло;
2. Парафія с. Граб з філією в с. Ожинна та приходом у с. Вишеватка;
3. Парафія с. Гирова;
4. Парафія с. Дошниця з приходом у с. Галбів, с. Явірє, с. Брезова, с. Скальник, с. Кути;
5. Парафія с. Зиндранова з філією в с. Барвінок;
6. Парафія с. Крампна з філією в с. Котань  та приходом у с. Гута Крампська;
7. Парафія с. Мшанна з приходом у с. Смеречне;
8. Парафія с. Мисцова;
9. Парафія с. Ольховець з приходом у с. Вильшня, с. Ропянка, с. Баране;
10. Парафія с. Перегримка з приходом у с. Клопітниця, с. Мрокова, с. Самокляски, м. Змигород, присілку Гута Самокляська;
11. Парафія с. Поляни;
12. Парафія с. Радоцина з філією в с. Довге;
13. Парафія с. Розстайне;
14. Парафія с. Святкова Велика з філіями в с. Святкова Мала (Святківка), с. Свіржова Руська;
15. Парафія с. Тилява з філією в с. Терстяна та приходом у м. Дукля, с. Цергова, с. Ясьонка, с. Рівне;
16. Парафія с. Тиханя з філією в с. Жидівське та приходом у с. Гута Полянська;
17. Парафія с. Чорне з філіями в с. Незнаєва, с. Липна.

### Декан
- 1936 — о. Стефан Шалаш, парох у Мисцові.

### Кількість парафіян
1936 — 9 794 особи.
Деканат було ліквідовано в травні 1946 р.